# Anco Jansen
Anco Jansen (* 9. März 1989 in Zwolle) ist ein niederländischer Fußballspieler.

## Karriere

### Verein
Jansen begann mit dem Vereinsfußball in der Nachwuchsabteilung seines Heimatvereins SVI und wechselte von hier aus zu PEC Zwolle. Ab 2005 spielte er in der dortigen Profimannschaft und wurde bis zu seinem Abschied 2008 eingesetzt. Anschließend spielte Jansen für weitere niederländischen Vereinen wie FC Groningen, SC Veendam und Roda Kerkrade.
Zur Saison 2015/16 wechselte Jansen in die türkische TFF 1. Lig zu Boluspor. Nach zwei Jahren kehrte er in die Niederlande zurück, um einen Vertrag beim Erstligisten FC Emmen zu unterschreiben. Am Ende der Saison stieg er mit dem Verein in die zweite Liga ab. Bei Emmen stand er bis Februar 2021 unter Vertrag. Er absolvierte insgesamt 82 Erst- und Zweitligaspiele. 
Den Rest der Saison spielte er beim Erstligisten NAC Breda in Breda. Für Breda stand er 13-mal in der ersten Liga auf dem Spielfeld. Am 1. Juli 2021 wechselte Jansen nach Asien. Hier unterschrieb er in Indonesien einen Vertrag beim Erstligisten PSM Makassar.